# Cikeusal (Gempol)
Cikeusal is een bestuurslaag in het regentschap Cirebon van de provincie West-Java, Indonesië. Cikeusal telt 2826 inwoners (volkstelling 2010).